# ایستگاه راه‌آهن بارسلون سانتس
ایستگاه راه‌آهن بارسلون سانتس (انگلیسی: Barcelona Sants railway station) ایستگاه راه‌آهن اصلی شهر بارسلون، اسپانیا است.
این ایستگاه که در سال ۱۹۷۵ تأسیس شده به راه‌آهن سراسری اسپانیا و همچنین راه‌آهن کشور فرانسه متصل است.

## نگارخانه

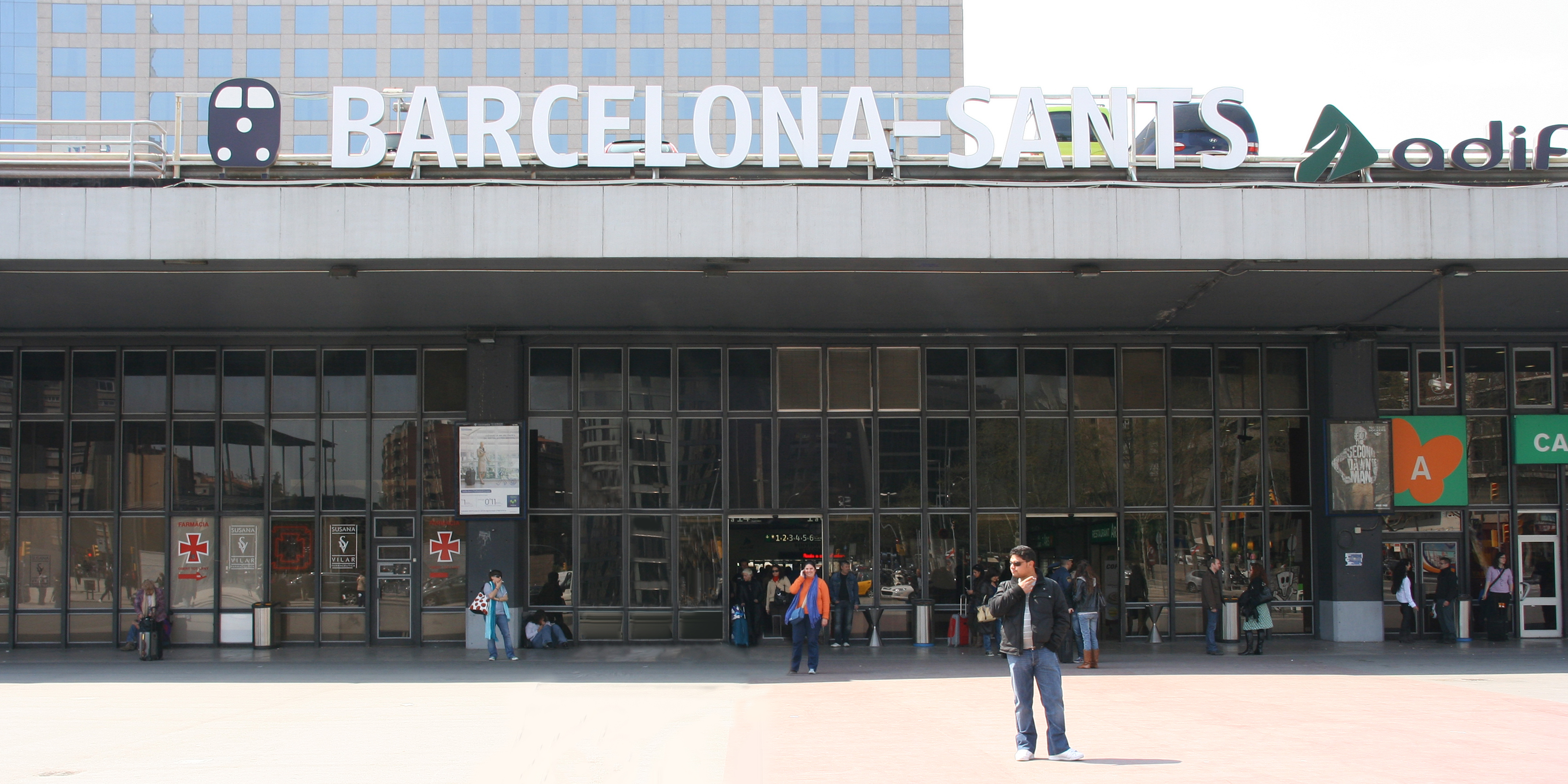
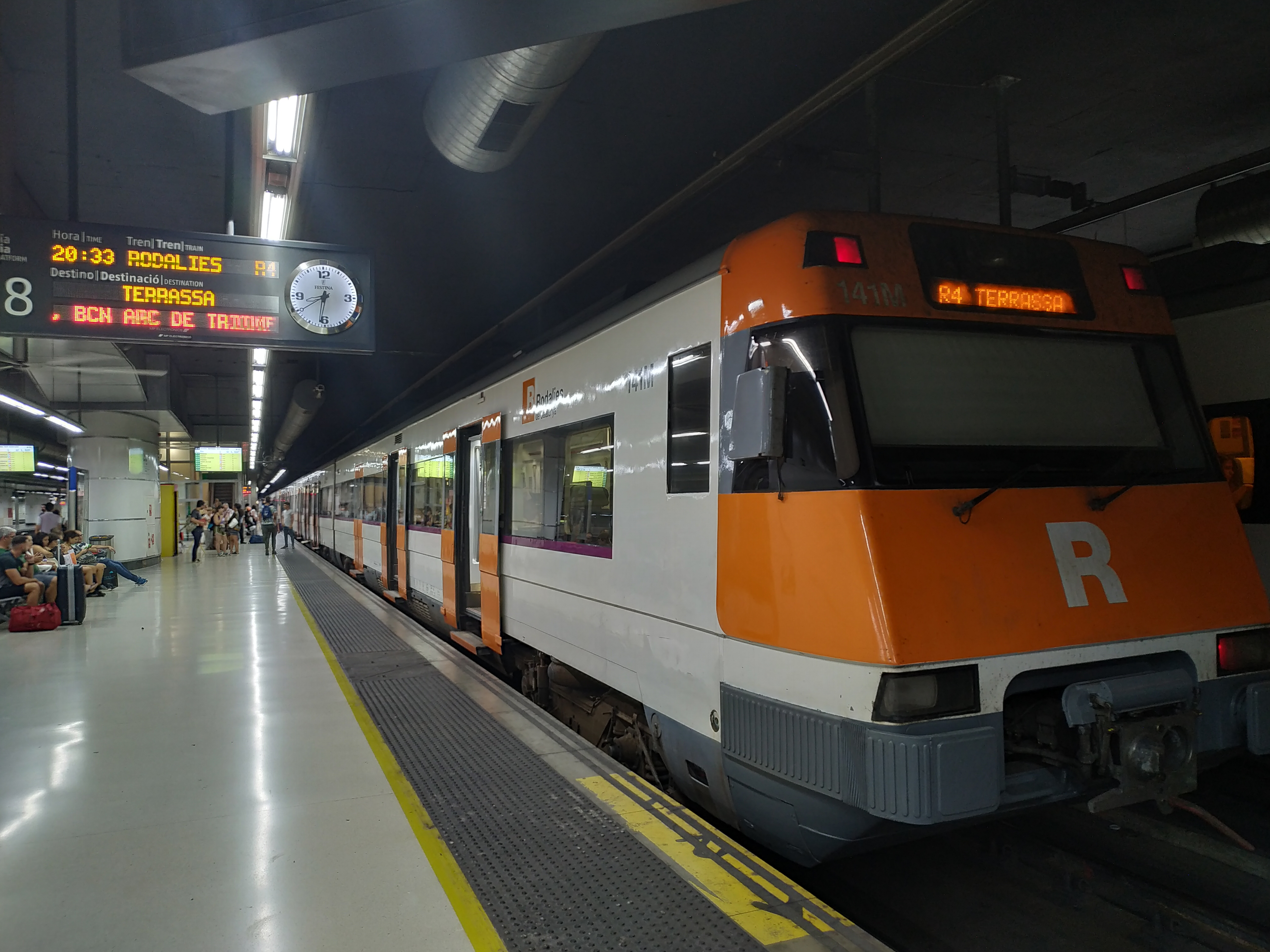
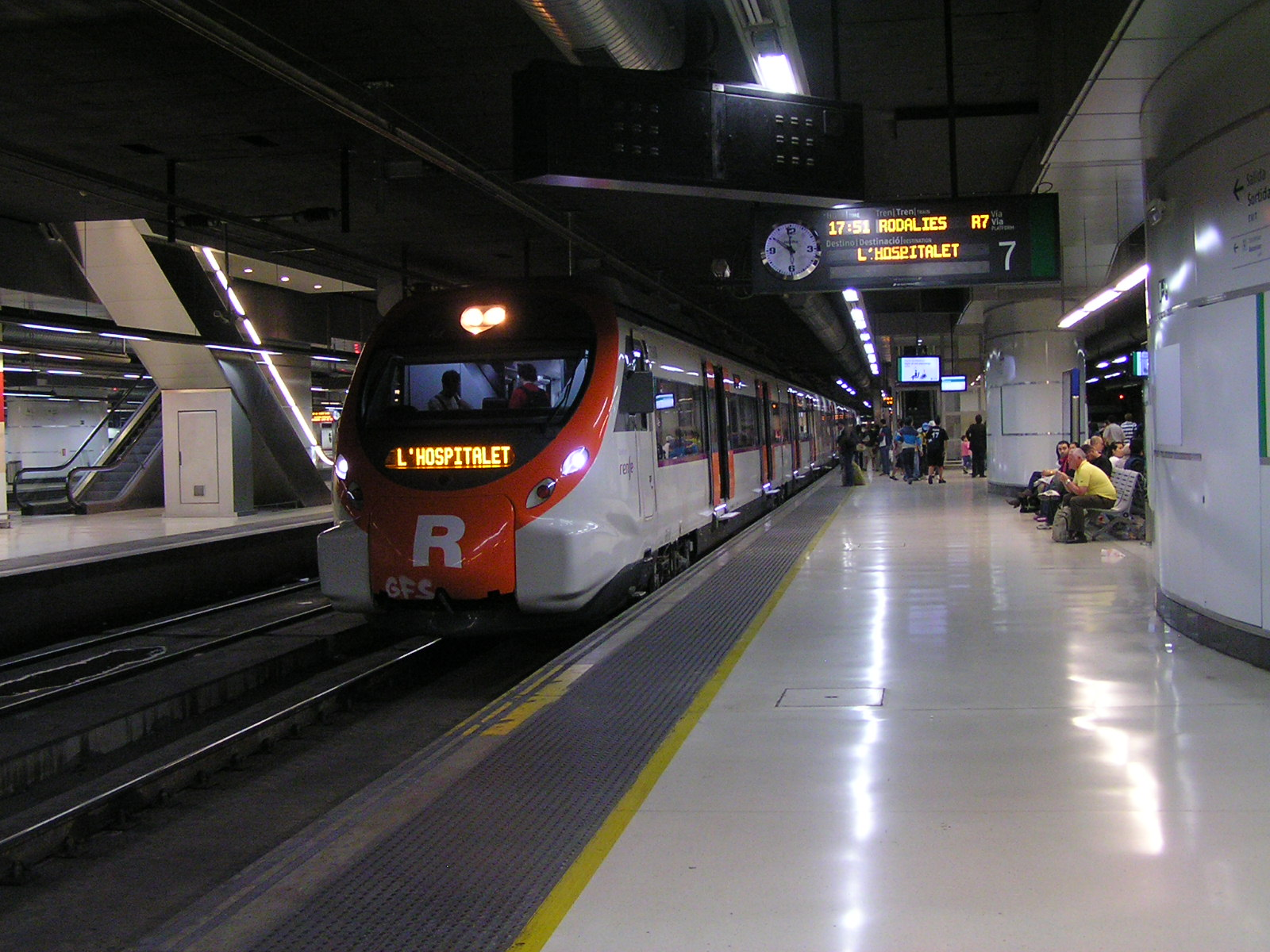
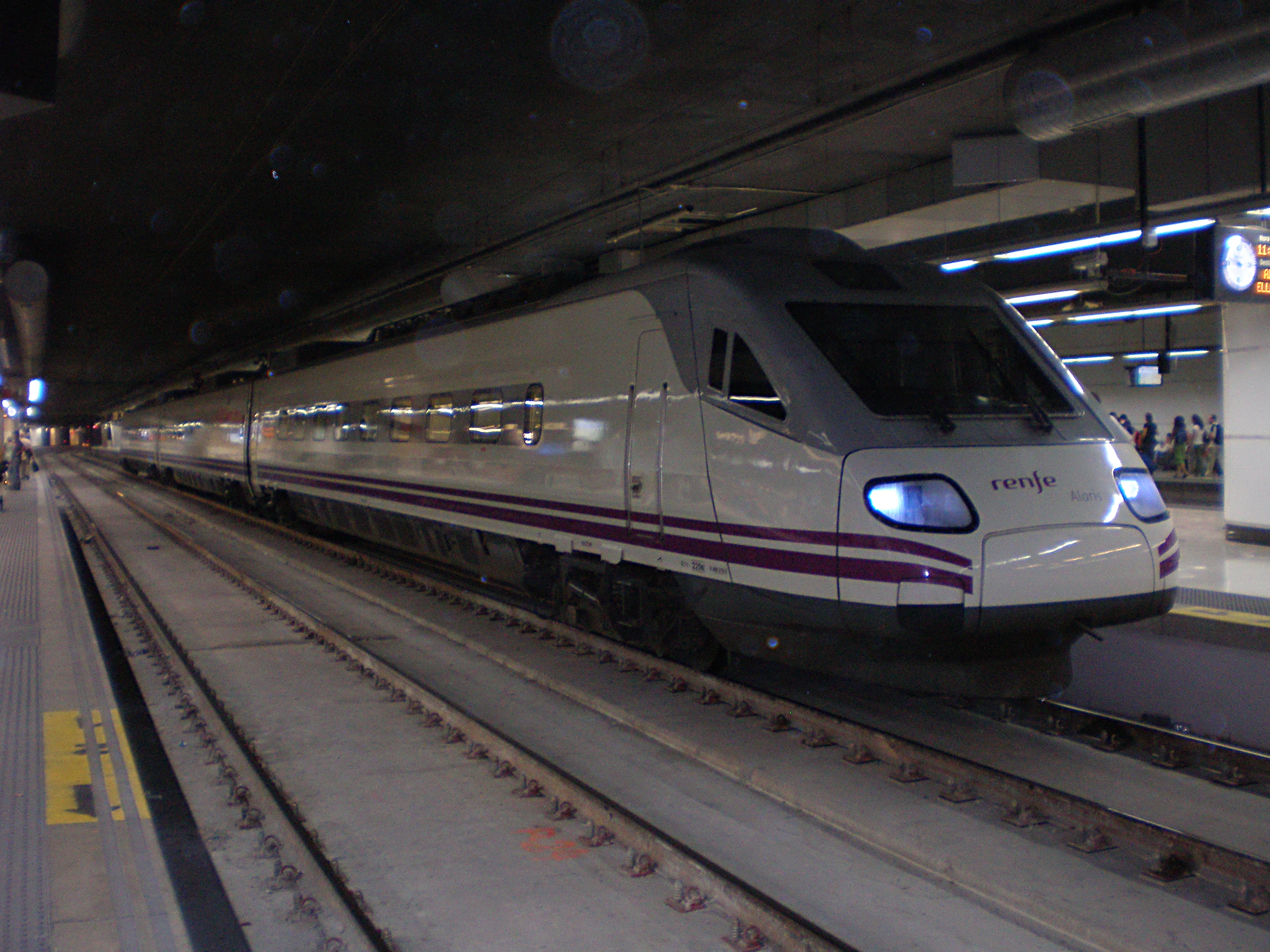